# 안양시·광명시·시흥군·옹진군
안양시·광명시·시흥군·옹진군은 대한민국의 옛 국회의원 선거구이다. 당시 경기도 안양시, 광명시, 시흥군, 옹진군 지역을 관할했다.

## 역사
1981년 7월, 시흥군의 소하읍이 광명시로 승격되면서 독립했다. 이에 따라 12대 총선을 앞두고 안양시·시흥군·옹진군 선거구가 안양시·광명시·시흥군·옹진군 선거구로 개편되면서 신설되었다.
1986년 1월, 시흥군 과천면이 과천시로 승격되면서 시흥군에서 분리되었다. 또한 같은 날 시흥군 군자면 일부와 수암면의 일부 지역이 신설되는 안산시에 편입되었다. 거기에 제13대 국회의원 선거를 앞두고 소선거구제가 시행됨에 따라 안양시 갑, 안양시 을, 광명시, 과천시·시흥군, 안산시·옹진군으로 각각 분리되면서 폐지되었다.

## 역대 국회의원
| 선거   | 정당 | 정당       | 1위 의원 | 정당 | 정당       | 2위 의원 |
| ------ | ---- | ---------- | -------- | ---- | ---------- | -------- |
| 1985년 |      | 신한민주당 | 이택돈   |      | 민주정의당 | 윤국노   |

## 역대 선거 결과

### 대한민국 제12대 국회의원 선거
|  | 47.07% |

|  | 29.48% |

|  | 17.16% |

|  | 2.64% |

|  | 2.12% |

|  | 1.49% |